# Championnat d'Asie de rugby à XV 2016
Navigation
Tournoi 2015 Tournoi 2017
Le Championnat d'Asie de rugby à XV 2016 est la deuxième édition du Championnat d'Asie de rugby à XV, compétition annuelle de rugby à XV qui voit s'affronter les nations membres de Asia Rugby. Les pays participants sont répartis en cinq divisions continentales et un système de promotions et de relégations existe entre les différentes divisions continentales.

## Participants
Top 3
- Hong Kong
- Japon
- Corée du Sud

| Division 1 - Malaisie - Philippines - Singapour - Sri Lanka | Division 2 - Émirats arabes unis - Guam - Ouzbékistan - Thaïlande |

| Division 3 Est - Indonésie - Laos | Division 3 Ouest - Arabie saoudite - Shaheen, - Jordanie |

| Division 3 Ouest-Central - Qatar - Liban - Iran |

## Top 3
Les trois premiers de l'édition 2015 (Japon, Corée du Sud, Hong Kong) participent à cette 2e formule du championnat.

### Classement
| Rang | Nation       | J | V | N | D | Bo | Bd | Pm  | Pe  | Diff | Pts |
| ---- | ------------ | - | - | - | - | -- | -- | --- | --- | ---- | --- |
| 1    | Japon (T)    | 4 | 4 | 0 | 0 | 4  | 0  | 242 | 23  | +219 | 20  |
| 2    | Hong Kong    | 4 | 2 | 0 | 2 | 2  | 0  | 95  | 139 | -44  | 10  |
| 3    | Corée du Sud | 4 | 0 | 0 | 4 | 2  | 0  | 45  | 220 | -175 | 2   |

|  | Vainqueur du tournoi (no 1). |
|  | T : tenant du titre 2015.    |

Attribution des points : Cinq points sont attribués pour une victoire, trois points pour un match nul, aucun point en cas de défaite. Un point de bonus est accordé à l'équipe qui marque au moins quatre essais ou qui perd par moins de huit points.

### Résultats
Première journée
| 30 avril 2016 | Japon | 85 - 0 | Corée du Sud | Nippatsu Mitsuzawa Stadium, Yokohama |
| 30 avril 2016 |       |        |              | Nippatsu Mitsuzawa Stadium, Yokohama |
| 30 avril 2016 |       |        |              | Nippatsu Mitsuzawa Stadium, Yokohama |

Deuxième journée
| 7 mai 2016 | Hong Kong | 3 - 38 | Japon | Hong Kong Stadium, Hong Kong |
| 7 mai 2016 |           |        |       | Hong Kong Stadium, Hong Kong |
| 7 mai 2016 |           |        |       | Hong Kong Stadium, Hong Kong |

Troisième journée
| 14 mai 2016 | Corée du Sud | 27 - 34 | Hong Kong | Namdong Asiad Stadium, Incheon |
| 14 mai 2016 |              |         |           | Namdong Asiad Stadium, Incheon |
| 14 mai 2016 |              |         |           | Namdong Asiad Stadium, Incheon |

Quatrième journée
| 21 mai 2016 | Corée du Sud | 3 - 60 | Japon | Namdong Asiad Stadium, Incheon |
| 21 mai 2016 |              |        |       | Namdong Asiad Stadium, Incheon |
| 21 mai 2016 |              |        |       | Namdong Asiad Stadium, Incheon |

Cinquième journée
| 28 mai 2016 | Japon | 59 - 17 | Hong Kong | Prince Chichibu Stadium, Tokyo |
| 28 mai 2016 |       |         |           | Prince Chichibu Stadium, Tokyo |
| 28 mai 2016 |       |         |           | Prince Chichibu Stadium, Tokyo |

Sixième journée
| 4 juin 2016 | Hong Kong | 41 - 15 | Corée du Sud | Hong Kong Stadium, Hong Kong |
| 4 juin 2016 |           |         |              | Hong Kong Stadium, Hong Kong |
| 4 juin 2016 |           |         |              | Hong Kong Stadium, Hong Kong |

## Division 1
La division 1 est composée des Philippines, du Sri Lanka, de la Malaisie et enfin de Singapour. Le tournoi se déroule à Kuala Lumpur.

### Classement
| Rang | Nation      | J | V | N | D | Bo | Bd | Pm | Pe | Diff | Pts |
| ---- | ----------- | - | - | - | - | -- | -- | -- | -- | ---- | --- |
| 1    | Malaisie    | 3 | 2 | 0 | 1 | 3  | 0  | 92 | 52 | +40  | 11  |
| 2    | Sri Lanka   | 3 | 2 | 0 | 1 | 1  | 0  | 75 | 80 | -5   | 9   |
| 3    | Philippines | 3 | 1 | 0 | 2 | 3  | 0  | 60 | 63 | -3   | 7   |
| 4    | Singapour   | 3 | 1 | 0 | 2 | 0  | 0  | 65 | 97 | -32  | 4   |

|  | Vainqueur du tournoi (no 1). |

Attribution des points : Match gagné : 5 pts, match nul : 3 pts, match perdu : 0 pts, un point de bonus est attribué si une équipe marque 4 essais ou plus ou si elle perd par 7 points ou moins.

### Résultats
Première journée
| 8 mai 2016 | Sri Lanka | 33 - 17 | Singapour | Royal Selangor Stadium, Kuala Lumpur |
| 8 mai 2016 |           |         |           | Royal Selangor Stadium, Kuala Lumpur |
| 8 mai 2016 |           |         |           | Royal Selangor Stadium, Kuala Lumpur |

| 8 mai 2016 | Malaisie | 10 - 15 | Philippines | Royal Selangor Stadium, Kuala Lumpur |
| 8 mai 2016 |          |         |             | Royal Selangor Stadium, Kuala Lumpur |
| 8 mai 2016 |          |         |             | Royal Selangor Stadium, Kuala Lumpur |

Deuxième journée
| 11 mai 2016 | Philippines | 24 - 28 | Singapour | Royal Selangor Stadium, Kuala Lumpur |
| 11 mai 2016 |             |         |           | Royal Selangor Stadium, Kuala Lumpur |
| 11 mai 2016 |             |         |           | Royal Selangor Stadium, Kuala Lumpur |

| 11 mai 2016 | Malaisie | 42 - 17 | Sri Lanka | Royal Selangor Stadium, Kuala Lumpur |
| 11 mai 2016 |          |         |           | Royal Selangor Stadium, Kuala Lumpur |
| 11 mai 2016 |          |         |           | Royal Selangor Stadium, Kuala Lumpur |

Troisième journée
| 14 mai 2016 | Sri Lanka | 25 - 21 | Philippines | Royal Selangor Stadium, Kuala Lumpur |
| 14 mai 2016 |           |         |             | Royal Selangor Stadium, Kuala Lumpur |
| 14 mai 2016 |           |         |             | Royal Selangor Stadium, Kuala Lumpur |

| 14 mai 2016 | Malaisie | 40 - 20 | Singapour | Royal Selangor Stadium, Kuala Lumpur |
| 14 mai 2016 |          |         |           | Royal Selangor Stadium, Kuala Lumpur |
| 14 mai 2016 |          |         |           | Royal Selangor Stadium, Kuala Lumpur |

## Division 2
La division 2 est composée de la Thaïlande, de Guam, de l'Ouzbékistan et enfin des Émirats arabes unis. Le tournoi se déroule à Tachkent.

### Résultats
|  | Demi-finales         | Demi-finales         |                        |    | Finale               | Finale               |
|  | Demi-finales         | Demi-finales         |                        |    | Finale               | Finale               |
|  |                      |                      |                        |    |                      |                      |
|  | le 18 mai à Tachkent | le 18 mai à Tachkent |                        |    | le 21 mai à Tachkent | le 21 mai à Tachkent |
|  | le 18 mai à Tachkent | le 18 mai à Tachkent |                        |    | le 21 mai à Tachkent | le 21 mai à Tachkent |
|  | Thaïlande            | 25                   |                        |    | le 21 mai à Tachkent | le 21 mai à Tachkent |
|  | Thaïlande            | 25                   |                        |    | le 21 mai à Tachkent | le 21 mai à Tachkent |
|  | Guam                 | 16                   |                        |    | le 21 mai à Tachkent | le 21 mai à Tachkent |
|  | Guam                 | 16                   | Thaïlande              | 18 |                      |                      |
|  | le 18 mai à Tachkent |                      | Thaïlande              | 18 |                      |                      |
|  |                      | Émirats arabes unis  | 70                     |    |                      |                      |
|  | Émirats arabes unis  | Émirats arabes unis  | 70                     | 65 |                      |                      |
|  | Émirats arabes unis  |                      |                        | 65 |                      |                      |
|  | Ouzbékistan          | 13                   |                        |    |                      |                      |
|  | Ouzbékistan          | 13                   | Match pour la 3e place |    |                      |                      |
|  |                      |                      |                        |    |                      |                      |
|  | le 21 mai à Tachkent |                      |                        |    |                      |                      |
|  |                      |                      |                        |    |                      |                      |
|  | Guam                 | 23                   |                        |    |                      |                      |
|  | Guam                 | 23                   |                        |    |                      |                      |
|  | Ouzbékistan          | 22                   |                        |    |                      |                      |
|  | Ouzbékistan          | 22                   |                        |    |                      |                      |

## Division 3
La division 3 est composée de cinq poules : la poule Est, qui se déroule en Thaïlande, la poule Sud-Est, disputée également en Thaïlande, la poule Ouest, à Amman en Jordanie, la poule Ouest-Central, au Qatar, et enfin la poule Sud-Central, disputée en Inde.

### Poule Est
La poule est composée de l'Indonésie et du Laos. Le tournoi se déroule à Bangkok en Thaïlande.

#### Résultat
| 5 novembre 2016 | Laos | 48 - 12 | Indonésie | Bangkok, Thaïlande |
| 5 novembre 2016 |      |         |           | Bangkok, Thaïlande |
| 5 novembre 2016 |      |         |           | Bangkok, Thaïlande |

### Poule Ouest
La poule est composée de Jordanie, de l'Arabie Saoudite et de l'équipe de Shaheen. Le tournoi se déroule à Amman en Jordanie.

#### Classement
| Rang | Nation          | J | V | N | D | Bo | Bd | Pm | Pe | Diff | Pts |
| ---- | --------------- | - | - | - | - | -- | -- | -- | -- | ---- | --- |
| 1    | Jordanie        | 2 | 2 | 0 | 0 | 2  | 0  | 84 | 25 | +59  | 10  |
| 2    | Shaheen         | 1 | 0 | 0 | 1 | 0  | 0  | 12 | 41 | -29  | 0   |
| 3    | Arabie saoudite | 1 | 0 | 0 | 1 | 0  | 0  | 13 | 43 | -30  | 0   |

|  | Vainqueur du tournoi (no 1). |

Attribution des points : Cinq points sont attribués pour une victoire, trois points pour un match nul, aucun point en cas de défaite. Un point de bonus est accordé à l'équipe qui marque au moins quatre essais ou qui perd par moins de huit points.

### Poule Ouest-Central
La poule est composée du Qatar, du Liban et de l'Iran. Le tournoi se déroule à Doha au Qatar.

#### Classement
| Rang | Nation | J | V | N | D | Bo | Bd | Pm | Pe | Diff | Pts |
| ---- | ------ | - | - | - | - | -- | -- | -- | -- | ---- | --- |
| 1    | Qatar  | 2 | 2 | 0 | 0 | 2  | 0  | 60 | 31 | +29  | 10  |
| 2    | Liban  | 2 | 1 | 0 | 1 | 2  | 0  | 53 | 37 | +16  | 6   |
| 3    | Iran   | 2 | 0 | 0 | 2 | 0  | 0  | 24 | 69 | -45  | 0   |

|  | Vainqueur du tournoi (no 1). |

Attribution des points : Cinq points sont attribués pour une victoire, trois points pour un match nul, aucun point en cas de défaite. Un point de bonus est accordé à l'équipe qui marque au moins quatre essais ou qui perd par moins de huit points.